# Matthias Pompe
Matthias Pompe (ur. 15 lutego 1984 w Lipsku) – niemiecki siatkarz, grający na pozycji przyjmującego.

## Sukcesy klubowe
Liga niemiecka:
- 2015

## Sukcesy reprezentacyjne
Igrzyska Europejskie:
- 2015[2]

## Sukcesy w siatkówce plażowej
Mistrzostwa Europy U–23:
- 2006